# 드라구노프 저격소총
1963년형 드라구노프 저격소총(러시아어: Снайперская Винтовка системы Драгунова образца 1963 스나이뻬스카야 빈또브카 시스테미 드라구노바 아브라제쯔 1963[*], SVD)은 1963년에 소련의 예브게니 드라구노프에 의해 개발된 반자동 저격소총 또는 지정사수소총이다. 드라구노프 저격 소총은 세계 최초로 처음부터 분대 규모의 분대 저격수용 소총으로 개발되었으며, 과거 공산국가들에서 사용되었다.
쇼트 스트로크 가스 피스톤 방식, 회전 노리쇠 방식으로 설계되었으며, 7.62 × 54mmR 탄을 사용한다.

## 역사
1950년대에 소련 사령부는 새로운 소대급의 정밀한 반자동 저격총의 필요성을 느끼고, 1958년에 소련 화기 설계자를 모아 컨테스트를 열었고, 많은 총들 중에서 예브게니 표도로비치 드라구노프를 필두로한 팀이 설계한 총이 선정되었다. 1963년, 드라구노프 저격총은 붉은 군대에 채용되었다.
공산국가들에서 사용되었다.
드라구노프 저격소총의 최장거리 저격 기록은 1985년 소련–아프가니스탄 전쟁에서 소련군 하사 블라디미르 일린의 저격 기록으로 1,350m이다.

## 장비
- 제작국인 러시아 (구 소련)에서는 주요 스코프인 PSO-1 스코프를 제식화하여 사용한다. 오늘날에 와서는 사용 부대나 사용하는 사람의 선택, 또는 전시 상황이나 환경에 맞추어 개별적인 스코프를 사용하기도 한다.

## 현대화
SK-16이라는 이름으로 개량되어 모듈화 설계와 RIS 시스템으로 현대 전장에 걸맞게 확장성을 높혔다. 겉의 재질은 폴리머로 만들었다.

## 변형(파생형 모델)
- SVDS : 기존의 SVD에 사용되는 개머리판이 고정돼 있다는 것에서 나오는 단점에 대한 문제를 해결하기 위해 접철식 개머리판을 채용한 모델.
- SVDSN : SVD에 야시경을 장착할 수 있도록 고안된 모델.
- SVU : SVD의 불펍모델로, 전체길이를 단축시킨 개량모델.
- SVU-A : SVU에 20발의 탄창(기존에는 최대 10발)을 장착할 수 있게 했으며, 상황에 따라 필요하므로 자동발사 기능까지 가능하도록 설계된 모델.
- SWD-M : SVD를 M화 시킴. 여기서의 M이란 Modernized(현대화)의 의미로서, 양각대의 장착이 가능하고, 헤비 베럴을 장착한 모델로서, 폴란드에서 개발되었다.
- SVD-R : 원래는 모신-나강 소총 등에 사용되던 탄환인 7.62 x 54mmR을 사용하는 SVD를 개량하여, 9 x 53mm나, 7.62 × 51 mm NATO 등의 탄환을 사용할 수 있는 모델.
- SVD-T(Tigr,Tiger) : 개머리판에 부착된 뺨대(사수의 뺨과 닿기 때문)를 제거한 SVD의 사냥용 개량 모델. 9.3 x 64mm나, 7.62 x 51 mm NATO 탄 등의 사용이 가능하다고 한다.

## 대중문화
- 영화 《태풍》 러시아에서의 저격 장면에 드라구노프 저격총이 사용된다.
- 영화 《스나이퍼》 파나마 반군 소속의 비정규군 저격수가 주로 사용하는 저격총이다.
- 게임 《맥스 페인 2》 맥스 페인의 연인이자 킬러인 "모나 색스"가 애용하는 무기이다.
- 게임 《배틀필드 2》 중동 연합군(MEC)의 저격수의 주 무기이다.
- 게임 《콜 오브 듀티 4: 모던 워페어》 '알-아사드' 장군이 이끄는 중동군 소속 병사들이 사용하는 무기이다.
- 게임 《소녀전선》4성 저격소총이다. SVD라는 이름으로 등장한다.
- 게임 《콜 오브 듀티: 모던 워페어 3》 러시아군의 저격수의 주 무기이다.
- 게임 《S.T.A.L.K.E.R. 시리즈》 듀티와 프리덤, 모노리스 팩션이 사용하는 무기이다.
- 게임 《개구리중사 케로로 팡팡》 SVD란 이름으로 상점에서 팔리고 있고 드라구노프 저격총이란 이름으로 희귀아이템이 되어 있다. (개발자들이 같은 모델인지 모르는 듯하다.)
- 애니 《건 슬링거 걸》 주연 '리코' 가 사용하는 저격총이다.
- 애니 《비탄의 아리아》 캐릭터 '레키' 가 사용하는 저격총이다.
- 드라마 《아이리스》 조연 김소연이 쓰는 저격총이다.
- 게임 《이스케이프 프롬 타르코프》에서 일명 ' 보스 '라고 불리는 AI 들중에서도 우두머리인 대장만 가지고 다니는 총으로 등장한다. (인게임에서는 안나오는 편이다.)
- 게임 모던스트라이크에서 저격총으로 나온다.

- 게임 《배틀그라운드》에서 필드드랍 되는 지정사수소총이다.

FN FAL 과 비슷하다.

## 같이 보기
- 저격수
- 분대 저격수
- 지정 사수